# ストリートファイト

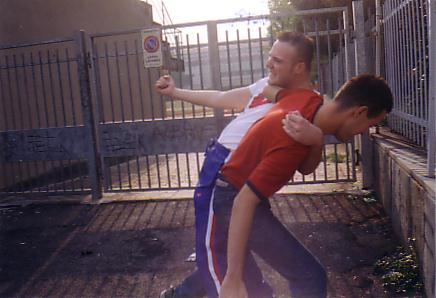
ストリートファイトの参考画像

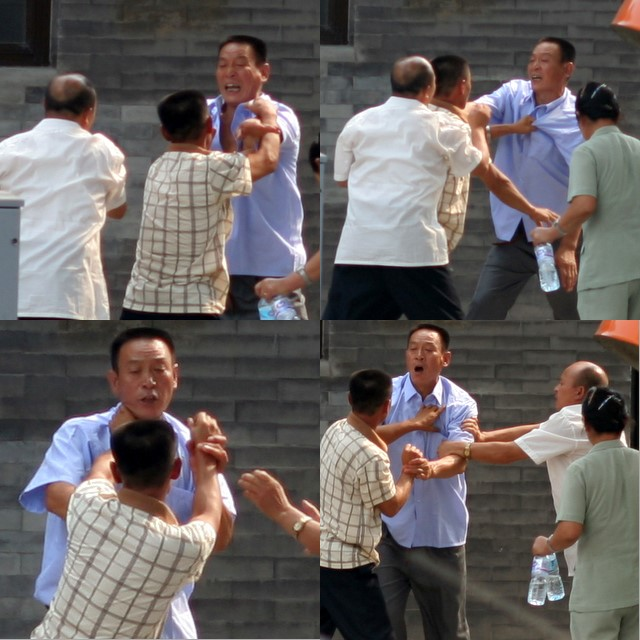
中国でのストリートファイト

ストリートファイト（Street fighting）は、街頭や公園など公共の場所での暴力行為を指す。

## 概要
基本的に相手を打ち負かすこと（殺さない）を目的としているが、熱くなり、相手を死亡させてしまうケースもある。
大きく分けて個々でのコンタクトと、複数名同士のコンタクトに分類される。日本国内では、申し込んだ者、応じた者、立会人、証人、付添人、決闘の場所を提供した者はすべて有期懲役に処せられる（相手を殺傷した場合は、決闘罪と刑法の殺人罪・傷害罪とを比較して重い方で処罰される）。
また青春映画・アニメの決闘シーンを模倣し、ストリートファイトを行う子供もおり、暴力表現・描写のある創作物の規制議論が行われている。

## 他に使用されるケース
- 戦時に街で兵士が戦闘を行うケース
- 反乱・革命運動時の紛争・衝突するケース
- 恐喝や恫喝などの防衛手段として、ストリートファイトに発展するケース

- 街頭あるいは特設（特にアンダーグラウンドな）の闘技場における賭け喧嘩試合を指すことが多く、古くから世界各地で行われてきた。また1970年代から1980年代にかけて、プロレスでストリートファイトを模した試合を行うことが流行し、プロレスラーはシャツにジーンズ、スニーカーなどの普段着で行う試合を「ストリートファイトマッチ」と呼称する。大仁田厚が所属していた時代のFMWがよく用いた形式で、団体の看板タイトルだった「ブラスナックル選手権」は、殴り合いだけでチャンピオンを決めたストリートファイトのタイトルが起源である。

## ストリートファイトを描いた主なフィクション作品
映画
- 「ストリートファイター」（1975年）ウォルター・ヒル監督、チャールズ・ブロンソン主演
- 「ダーティファイター」（1978年）ジェームズ・ファーゴ監督、クリント・イーストウッド主演
- 「ダーティファイター 燃えよ鉄拳」（1980年）バディ・ヴァン・ホーン監督、クリント・イーストウッド主演
- 「ロッキー5/最後のドラマ」（1990年）ジョン・G・アヴィルドセン監督、シルヴェスター・スタローン主演
- 「ファイト・クラブ」（1999年）デヴィッド・フィンチャー監督、エドワード・ノートン主演

漫画
- 「エアマスター」柴田ヨクサル作
- 「ホーリーランド」森恒二作
- 「バキ」板垣恵介作
- 「ツマヌダ格闘街」上山道郎作

ゲーム
- VS.シリーズ
- アーバンチャンピオン
- アーバンレイン
- ストリートファイターシリーズ
- 喧嘩番長シリーズ
- ビートダウン
- 龍が如くシリーズ
- 餓狼伝説シリーズ
- 龍虎の拳シリーズ